# Глендон (Пенсільванія)
Глендон (англ. Glendon) — місто (англ. borough) в США, в окрузі Нортгемптон штату Пенсільванія. Населення — 373 особи (2020).

## Географія
Глендон розташований за координатами 40°39′27″ пн. ш. 75°14′24″ зх. д. / 40.65750° пн. ш. 75.24000° зх. д. (40.657583, -75.239993).  За даними Бюро перепису населення США в 2010 році місто мало площу 1,60 км², з яких 1,59 км² — суходіл та 0,00 км² — водойми.

## Демографія
Згідно з переписом 2010 року, у селищі мешкало 440 осіб у 136 домогосподарствах у складі 93 родин. Густота населення становила 276 осіб/км².  Було 152 помешкання (95/км²).
Расовий склад населення:
| - 79,8 % — білих - 10,5 % — чорних або афроамериканців - 4,3 % — азіатів - 0,2 % — корінних американців - 2,3 % — осіб інших рас |

До двох чи більше рас належало 3,0 %. Частка іспаномовних становила 6,1 % від усіх жителів.
За віковим діапазоном населення розподілялося таким чином: 35,2 % — особи молодші 18 років, 55,5 % — особи у віці 18—64 років, 9,3 % — особи у віці 65 років та старші. Медіана віку мешканця становила 33,2 року. На 100 осіб жіночої статі у селищі припадало 117,8 чоловіків;  на 100 жінок у віці від 18 років та старших — 91,3 чоловіків також старших 18 років.
Середній дохід на одне домашнє господарство  становив 73 211 долар США (медіана — 49 722), а середній дохід на одну сім'ю — 79 439 доларів (медіана — 52 917). Медіана доходів становила 48 281 долар для чоловіків та 34 583 долари для жінок. За межею бідності перебувало 12,5 % осіб, у тому числі 30,1 % дітей у віці до 18 років та 7,5 % осіб у віці 65 років та старших.
Цивільне працевлаштоване населення становило 210 осіб. Основні галузі зайнятості: виробництво — 31,0 %, освіта, охорона здоров'я та соціальна допомога — 20,0 %, мистецтво, розваги та відпочинок — 10,5 %, роздрібна торгівля — 8,6 %.